# 1974 у кіно

## Фільми

### Зарубіжні фільми
- Квітка тисячі й однієї ночі
- Хрещений батько 2 (фільм)

### Радянські фільми
- Бронзовий птах
- Земляки
- Зірка екрану

### УРСР
- Гуси-лебеді летять

## Персоналії

### Народилися

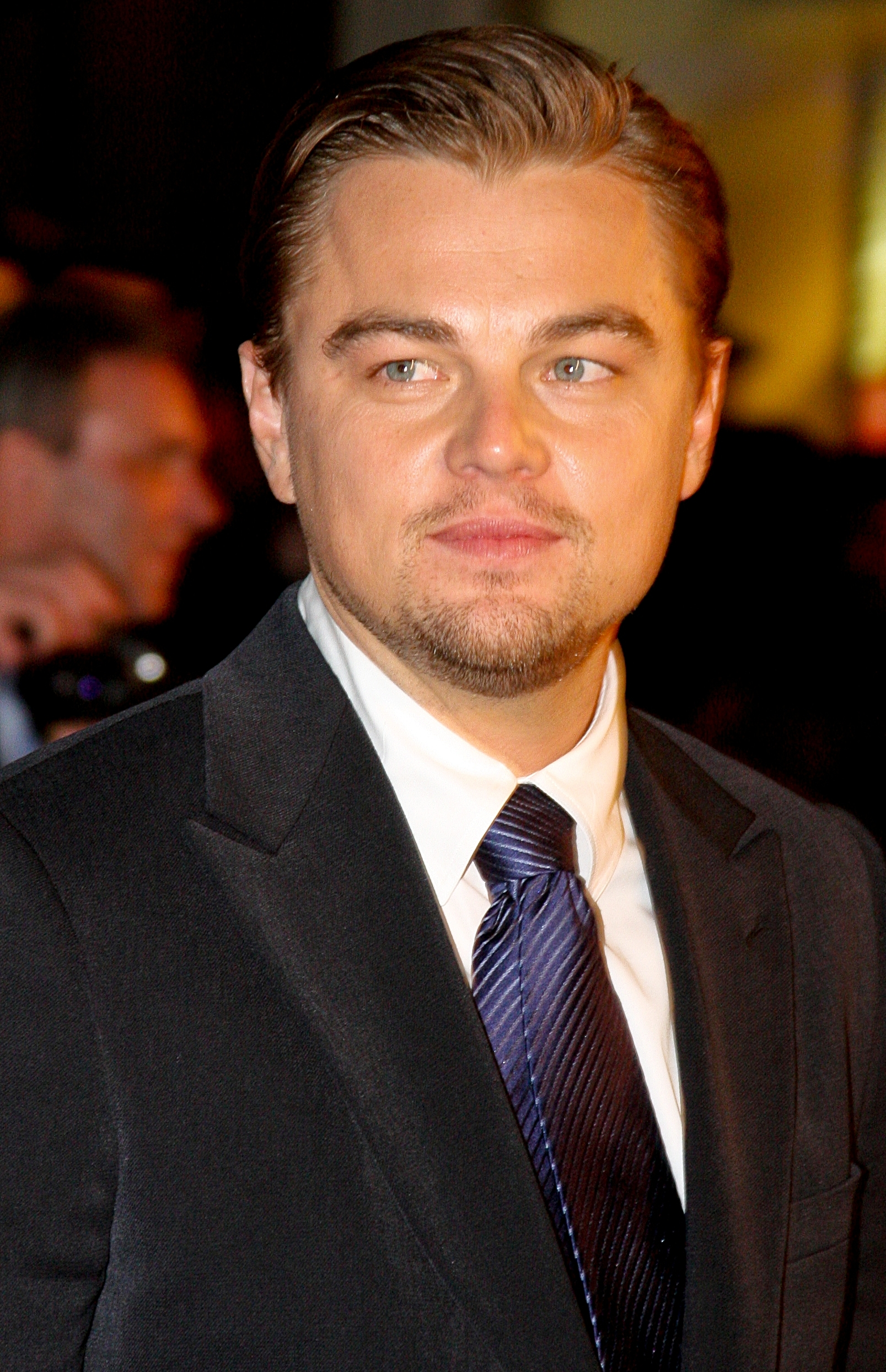
Леонардо Ді Капріо

- 4 лютого — Шахаб Хоссейні, іранський актор.
- 5 березня — Єва Мендес, американська кіноакторка.
- 8 березня — Себастьян Леліо, чилійський кінорежисер та сценарист.
- 11 квітня:
  - Наташа Реньє, бельгійська акторка кіно і телебачення.
  - Тріція Гелфер, канадська акторка.
- 13 квітня — Рубен Естлунд, шведський кінорежисер та сценарист.
- 23 березня — Щоголева Радмила Валентинівна, українська акторка.
- 11 травня — Кукуюк Михайло Петрович. український актор кіно та дубляжу, музикант, композитор, телеведучий.
- 14 травня — Ганна Михалкова, російська кіноакторка, старша дочка Микити Михалкова.
- 10 червня — Євген Стичкін, російський актор театру і кіно.
- 19 червня — Бампер Робінсон, американський кіноактор.
- 22 серпня — Марат Башаров, російський актор театру і кіно.
- 6 листопада — Жонін Михайло Геннадійович, український актор театру, кіно та дубляжу
- 11 листопада — Леонардо Ді Капріо, американський кіноактор.

### Померли
- 3 січня:
  - Джино Черві, італійський актор (нар. 1901).
  - Максим Штраух, радянський актор театру і кіно, народний артист СРСР (1965).
- 12 січня — Лапокниш Василь Гнатович, радянський український кінорежисер.
- 15 січня — Чарльз Рошер, британський кінооператор.
- 19 січня — Віктор Беганський, польський режисер, сценарист і продюсер (нар. 1892).
- 31 січня — Семюел Голдвін, голлівудський кінопродюсер.
- 11 лютого — Анна Нільссон, американська акторка шведського походження.
- 12 лютого — Калінін Микола Артемович, білоруський радянський кінорежисер.
- 13 лютого — Івицький Ростислав Георгійович, український актор.
- 13 березня — Юцевич Йосип Федорович, український художник театру і кіно.
- 21 березня — Антон Грот, голлівудський артдиректор польського походження.
- 29 березня  — Сетон Міллер, голлівудський сценарист та продюсер (нар. 1902).
- 14 квітня — Майкл Вейлен, американський актор.
- 18 квітня — Марсель Паньоль, французький письменник, драматург та кінорежисер.
- 30 квітня — Агнес Мургед, американська акторка.
- 4 травня — Герхард Лампрехт, німецький кінорежисер та сценарист (нар.1897).
- 10 травня — Гел Мор, американський кінооператор (нар.1894).
- 20 травня — Леонтина Саган, австрійська театральна та режисерка кіно.
- 25 травня — Дональд Крісп, британський актор, режисер, продюсер и сценарист.
- 6 липня — Корш-Саблін Володимир Володимирович, білоруський актор, кінорежисер.
- 7 липня — Леон Шамрой, американський кінооператор.
- 25 липня — Лев Кінг, відомий за фільмом Неймовірні пригоди італійців у Росії
- 17 серпня — Едгар Діарінг, американський актор.
- 4 вересня — Марсель Ашар, французький сценарист і драматург.
- 6 вересня — Отто Крюгер, американський актор німецького походження.
- 11 вересня — Яковченко Микола Федорович, український актор театру та кіно на характерних ролях.
- 14 вересня — Воррен Галл, американський актор, співак і телеведучий (нар.1903).
- 19 вересня — Гурзо Сергій Сафонович, російський актор.
- 20 вересня — Гелен Міллард, американська акторка кіно.
- 21 вересня — Волтер Бреннан, американський актор (нар.1894).
- 2 жовтня — Василь Шукшин, радянський письменник, кінорежисер, актор, заслужений діяч мистецтв РРФСР.
- 13 жовтня — Коварський Микола Аронович, радянський російський сценарист.
- 27 жовтня — Поль Франкер, французький актор (нар. 1905).
- 31 жовтня — Чіаурелі Михайло Едишерович, радянський кінорежисер, сценарист, актор, продюсер грузинського походження.
- 12 листопада — Урусевський Сергій Павлович, радянський і російський кінооператор, художник, сценарист, кінорежисер.
- 13 листопада — Вітторіо де Сіка, італійський кінорежисер та актор.
- 15 грудня — Анатоль Літвак, американський кінорежисер єврейського походження з України.
- 26 грудня — Джек Бенні, американський комік, актор радіо, кіно і телебачення, скрипаль.